# Radio Caracas Radio
Radio Caracas Radio (RCR) est une station de radio vénézuélienne créée le 9 décembre 1930 et propriété du groupe Empresas 1BC.

## Historique
William Henry Phelps, propriétaire de l'entreprise El Almacén Americano, qui commercialise des récepteurs radio, ainsi que Edgar Anzola, qui la dirige, fondent en 1930 l'une des premières stations de radio du pays, Broadcasting Caracas, qui diffuse pour la première fois le 9 décembre 1930 (retransmettant l'inauguration de la place Henry-Clay) puis de façon régulière à compter du 11 décembre,. Sont notamment diffusés les premiers soap opera du Venezuela.
Le 17 décembre 1935, à la mort du dictateur Juan Vicente Gómez, la radio prend le nom Radio Caracas Radio (RCR).
Dans les années 1980, la station, connue sous le nom de « Caracas 750 » (son signal AM), se destine aux jeunes.
Le 31 mai 2017, dans le contexte des manifestations contre le gouvernement de Nicolás Maduro, un journaliste de la station est interpellé sans motif apparent et retenu durant trois heures par la Garde nationale vénézuélienne, suscitant la critique du syndicat national des travailleurs de la presse,.